# 全国高等学校野球選手権大会 (福井県勢)
全国高等学校野球選手権大会における福井県勢の成績について記す。

## 大会結果
| 大会                  | 代表校                                         | 試合結果                                       | 試合結果                                       | 成績                                           |
| --------------------- | ---------------------------------------------- | ---------------------------------------------- | ---------------------------------------------- | ---------------------------------------------- |
| 1925年（第11回大会）  | 敦賀商（北陸・初出場）                         | 2回戦                                          | ○ 5x - 4 秋田商（延長11回）                    | ベスト8                                        |
| 1925年（第11回大会）  | 敦賀商（北陸・初出場）                         | 準々決勝                                       | ● 4 - 11 早稲田実                              | ベスト8                                        |
| 1926年（第12回大会）  | 敦賀商（北陸・2年連続2回目）                   | 2回戦                                          | ● 2 - 4 大連商                                 | 初戦敗退                                       |
| 1927年（第13回大会）  | 敦賀商（北陸・3年連続3回目）                   | 2回戦                                          | ● 0 - 8 広陵中                                 | 初戦敗退                                       |
| 1928年（第14回大会）  | 敦賀商（北陸・4年連続4回目）                   | 1回戦                                          | ● 5 - 6 京城中                                 | 初戦敗退                                       |
| 1929年（第15回大会）  | 敦賀商（北陸・5年連続5回目）                   | 1回戦                                          | ○ 7 - 2 愛知一中                               | 2回戦                                          |
| 1929年（第15回大会）  | 敦賀商（北陸・5年連続5回目）                   | 2回戦                                          | ● 1 - 2x 鳥取一中                              | 2回戦                                          |
| 1930年（第16回大会）  | 敦賀商（北陸・6年連続6回目）                   | 1回戦                                          | ○ 4x - 3 慶応普通部（延長13回）                | 2回戦                                          |
| 1930年（第16回大会）  | 敦賀商（北陸・6年連続6回目）                   | 2回戦                                          | ● 2 - 4 和歌山中                               | 2回戦                                          |
| 1931年（第17回大会）  | 敦賀商（北陸・7年連続7回目）                   | 1回戦                                          | ● 0 - 6 小倉工                                 | 初戦敗退                                       |
| 1933年（第19回大会）  | 敦賀商（北陸・2年ぶり8回目）                   | 1回戦                                          | ○ 3 - 0 鳥取一中                               | 2回戦                                          |
| 1933年（第19回大会）  | 敦賀商（北陸・2年ぶり8回目）                   | 2回戦                                          | ● 1 - 4 横浜商                                 | 2回戦                                          |
| 1934年（第20回大会）  | 敦賀商（北陸・2年連続9回目                     | 2回戦                                          | ○ 1 - 0 大連商                                 | ベスト8                                        |
| 1934年（第20回大会）  | 敦賀商（北陸・2年連続9回目                     | 準々決勝                                       | ● 7 - 17 秋田中                                | ベスト8                                        |
| 1936年（第22回大会）  | 福井商（北陸・初出場）                         | 2回戦                                          | ● 0 - 10 和歌山商                              | 初戦敗退                                       |
| 1938年（第24回大会）  | 敦賀商（北陸・4年ぶり10回目）                  | 2回戦                                          | ● 3 - 5 浅野中                                 | 初戦敗退                                       |
| 1946年（第28回大会）  | 敦賀商（北陸・8年ぶり11回目）                  | 2回戦                                          | ● 8 - 11 松江中                                | 初戦敗退                                       |
| 1949年（第31回大会）  | 武生（北陸・初出場）                           | 1回戦                                          | ● 2 - 6 臼杵                                   | 初戦敗退                                       |
| 1950年（第32回大会）  | 若狭（北陸・初出場）                           | 2回戦                                          | ○ 3 - 2 浜松商（延長14回）                     | ベスト8                                        |
| 1950年（第32回大会）  | 若狭（北陸・初出場）                           | 準々決勝                                       | ● 0 - 16 宇都宮工                              | ベスト8                                        |
| 1951年（第33回大会）  | 敦賀（北陸・5年ぶり12回目）                    | 2回戦                                          | ○ 6 - 4 高知商                                 | ベスト8                                        |
| 1951年（第33回大会）  | 敦賀（北陸・5年ぶり12回目）                    | 準々決勝                                       | ● 1 - 7 県和歌山商                             | ベスト8                                        |
| 1952年（第34回大会）  | 敦賀（北陸・2年連続13回目）                    | 2回戦                                          | ● 0 - 2 長崎商                                 | 初戦敗退                                       |
| 1954年（第36回大会）  | 武生（北陸・5年ぶり2回目）                     | 2回戦                                          | ● 0 - 2 新宮                                   | 初戦敗退                                       |
| 1955年（第37回大会）  | 若狭（北陸・5年ぶり2回目）                     | 2回戦                                          | ● 1 - 4 立命館                                 | 初戦敗退                                       |
| 1957年（第39回大会）  | 三国（北陸・初出場）                           | 1回戦                                          | ● 1 - 14 宮崎大宮                              | 初戦敗退                                       |
| 1958年（第40回大会）  | 敦賀（6年ぶり14回目）                          | 1回戦                                          | ○ 3 - 0 首里                                   | 3回戦                                          |
| 1958年（第40回大会）  | 敦賀（6年ぶり14回目）                          | 2回戦                                          | ○ 7 - 0 東北                                   | 3回戦                                          |
| 1958年（第40回大会）  | 敦賀（6年ぶり14回目）                          | 3回戦                                          | ● 0 - 2 平安                                   | 3回戦                                          |
| 1959年（第41回大会）  | 若狭（北陸・4年ぶり3回目）                     | 1回戦                                          | ○ 3 - 1 苫小牧東                               | 2回戦                                          |
| 1959年（第41回大会）  | 若狭（北陸・4年ぶり3回目）                     | 2回戦                                          | ● 6 - 7x 八尾（延長10回）                      | 2回戦                                          |
| 1961年（第43回大会）  | 武生（北陸・7年ぶり3回目）                     | 1回戦                                          | ● 2 - 3x 崇徳（延長10回）                      | 初戦敗退                                       |
| 1963年（第45回大会）  | 若狭（4年ぶり4回目）                           | 2回戦                                          | ● 1 - 3 横浜                                   | 初戦敗退                                       |
| 1965年（第47回大会）  | 武生（北陸・4年ぶり4回目）                     | 1回戦                                          | ● 0 - 9 徳島商                                 | 初戦敗退                                       |
| 1967年（第49回大会）  | 若狭（北陸・4年ぶり5回目）                     | 1回戦                                          | ● 0 - 3 武相                                   | 初戦敗退                                       |
| 1968年（第50回大会）  | 若狭（2年連続6回目）                           | 1回戦                                          | ● 0 - 1 北日本学院                             | 初戦敗退                                       |
| 1969年（第51回大会）  | 若狭（北陸・3年連続7回目）                     | 2回戦                                          | ○ 2 - 1 長崎商                                 | ベスト4                                        |
| 1969年（第51回大会）  | 若狭（北陸・3年連続7回目）                     | 準々決勝                                       | ○ 4 - 1 富山北部                               | ベスト4                                        |
| 1969年（第51回大会）  | 若狭（北陸・3年連続7回目）                     | 準決勝                                         | ● 0 - 5 松山商                                 | ベスト4                                        |
| 1971年（第53回大会）  | 美方（北陸・初出場）                           | 1回戦                                          | ○ 3 - 1 北海                                   | 2回戦                                          |
| 1971年（第53回大会）  | 美方（北陸・初出場）                           | 2回戦                                          | ● 0 - 6 郡山                                   | 2回戦                                          |
| 1973年（第55回大会）  | 福井商（37年ぶり2回目）                        | 2回戦                                          | ○ 8 - 0 前橋工                                 | 3回戦                                          |
| 1973年（第55回大会）  | 福井商（37年ぶり2回目）                        | 3回戦                                          | ● 2 - 7 川越工                                 | 3回戦                                          |
| 1974年（第56回大会）  | 三国（福滋・17年ぶり2回目）                    | 1回戦                                          | ● 1 - 5 上尾                                   | 初戦敗退                                       |
| 1975年（第57回大会）  | 三国（福滋・2年連続3回目）                     | 2回戦                                          | ○ 6 - 0 江の川                                 | 3回戦                                          |
| 1975年（第57回大会）  | 三国（福滋・2年連続3回目）                     | 3回戦                                          | ● 0 - 1 新居浜商                               | 3回戦                                          |
| 1976年（第58回大会）  | 福井（福滋・初出場）                           | 1回戦                                          | ○ 8 - 0 市岐阜商                               | 2回戦                                          |
| 1976年（第58回大会）  | 福井（福滋・初出場）                           | 2回戦                                          | ● 0 - 8 海星                                   | 2回戦                                          |
| 1977年（第59回大会）  | 福井商（福滋・4年ぶり3回目）                   | 1回戦                                          | ○ 7 - 0 松商学園                               | 2回戦                                          |
| 1977年（第59回大会）  | 福井商（福滋・4年ぶり3回目）                   | 2回戦                                          | ● 6 - 7 高知                                   | 2回戦                                          |
| 1978年（第60回大会）  | 福井商（2年連続4回目）                         | 1回戦                                          | ○ 5 - 1 作新学院                               | 2回戦                                          |
| 1978年（第60回大会）  | 福井商（2年連続4回目）                         | 2回戦                                          | ● 2 - 3x 岡山東商                              | 2回戦                                          |
| 1979年（第61回大会）  | 敦賀（21年ぶり15回目）                         | 1回戦                                          | ● 3 - 4x 城西                                  | 初戦敗退                                       |
| 1980年（第62回大会）  | 敦賀（2年連続16回目）                          | 1回戦                                          | ○ 2 - 1 山形南                                 | 2回戦                                          |
| 1980年（第62回大会）  | 敦賀（2年連続16回目）                          | 2回戦                                          | ● 5 - 6 滝川                                   | 2回戦                                          |
| 1981年（第63回大会）  | 福井商（3年ぶり5回目）                         | 1回戦                                          | ○ 5 - 1 銚子西                                 | 2回戦                                          |
| 1981年（第63回大会）  | 福井商（3年ぶり5回目）                         | 2回戦                                          | ● 1 - 3 志度商                                 | 2回戦                                          |
| 1982年（第64回大会）  | 福井（6年ぶり2回目）                           | 1回戦                                          | ○ 4 - 2 盛岡工                                 | 2回戦                                          |
| 1982年（第64回大会）  | 福井（6年ぶり2回目）                           | 2回戦                                          | ● 1 - 3 熊本工                                 | 2回戦                                          |
| 1983年（第65回大会）  | 北陸（初出場）                                 | 1回戦                                          | ● 1 - 11 中京                                  | 初戦敗退                                       |
| 1984年（第66回大会）  | 福井商（3年ぶり6回目）                         | 1回戦                                          | ● 1 - 3 桐蔭学園                               | 初戦敗退                                       |
| 1985年（第67回大会）  | 福井（3年ぶり3回目）                           | 1回戦                                          | ● 1 - 2 東北                                   | 初戦敗退                                       |
| 1986年（第68回大会）  | 福井商（2年ぶり7回目）                         | 1回戦                                          | ● 3 - 6 東海大甲府                             | 初戦敗退                                       |
| 1987年（第69回大会）  | 福井商（2年連続8回目）                         | 1回戦                                          | ● 2 - 5 常総学院                               | 初戦敗退                                       |
| 1988年（第70回大会）  | 福井商（3年連続9回目）                         | 1回戦                                          | ○ 3 - 2 東陵                                   | 2回戦                                          |
| 1988年（第70回大会）  | 福井商（3年連続9回目）                         | 2回戦                                          | ● 3 - 4 福岡第一（延長13回）                   | 2回戦                                          |
| 1989年（第71回大会）  | 福井商（4年連続10回目）                        | 1回戦                                          | ○ 10 - 0 盛岡三                                | 3回戦                                          |
| 1989年（第71回大会）  | 福井商（4年連続10回目）                        | 2回戦                                          | ○ 3 - 2 佐野日大                               | 3回戦                                          |
| 1989年（第71回大会）  | 福井商（4年連続10回目）                        | 3回戦                                          | ● 0 - 2 福岡大大濠                             | 3回戦                                          |
| 1990年（第72回大会）  | 大野（初出場）                                 | 1回戦                                          | ● 1 - 3 竜ヶ崎一                               | 初戦敗退                                       |
| 1991年（第73回大会）  | 福井（6年ぶり4回目）                           | 1回戦                                          | ● 5 - 8 帝京                                   | 初戦敗退                                       |
| 1992年（第74回大会）  | 北陸（9年ぶり2回目）                           | 1回戦                                          | ○ 5 - 4 砂川北                                 | ベスト8                                        |
| 1992年（第74回大会）  | 北陸（9年ぶり2回目）                           | 2回戦                                          | ○ 6 - 4 近大付（延長12回）                     | ベスト8                                        |
| 1992年（第74回大会）  | 北陸（9年ぶり2回目）                           | 3回戦                                          | ○ 5 - 1 日大山形                               | ベスト8                                        |
| 1992年（第74回大会）  | 北陸（9年ぶり2回目）                           | 準々決勝                                       | ● 1 - 6 西日本短大付                           | ベスト8                                        |
| 1993年（第75回大会）  | 福井商（4年ぶり11回目）                        | 1回戦                                          | ● 1 - 5 旭川大                                 | 初戦敗退                                       |
| 1994年（第76回大会）  | 敦賀気比（初出場）                             | 2回戦                                          | ● 0 - 5 佐久                                   | 初戦敗退                                       |
| 1995年（第77回大会）  | 敦賀気比（2年連続2回目）                       | 1回戦                                          | ○ 6 - 1 磐城                                   | ベスト4                                        |
| 1995年（第77回大会）  | 敦賀気比（2年連続2回目）                       | 2回戦                                          | ○ 4 - 1 山梨学院大付                           | ベスト4                                        |
| 1995年（第77回大会）  | 敦賀気比（2年連続2回目）                       | 3回戦                                          | ○ 2x - 1 柳川（延長15回）                      | ベスト4                                        |
| 1995年（第77回大会）  | 敦賀気比（2年連続2回目）                       | 準々決勝                                       | ○ 3 - 2 旭川実                                 | ベスト4                                        |
| 1995年（第77回大会）  | 敦賀気比（2年連続2回目）                       | 準決勝                                         | ● 0 - 2 帝京                                   | ベスト4                                        |
| 1996年（第78回大会）  | 福井商（3年ぶり12回目）                        | 1回戦                                          | ○ 6 - 0 弘前実                                 | ベスト4                                        |
| 1996年（第78回大会）  | 福井商（3年ぶり12回目）                        | 2回戦                                          | ○ 11 - 0 八頭                                  | ベスト4                                        |
| 1996年（第78回大会）  | 福井商（3年ぶり12回目）                        | 3回戦                                          | ○ 8 - 4 横浜                                   | ベスト4                                        |
| 1996年（第78回大会）  | 福井商（3年ぶり12回目）                        | 準々決勝                                       | ○ 5 - 3 高陽東                                 | ベスト4                                        |
| 1996年（第78回大会）  | 福井商（3年ぶり12回目）                        | 準決勝                                         | ● 2 - 5 松山商                                 | ベスト4                                        |
| 1997年（第79回大会）  | 敦賀気比（2年ぶり3回目）                       | 1回戦                                          | ○ 1 - 0 堀越                                   | ベスト8                                        |
| 1997年（第79回大会）  | 敦賀気比（2年ぶり3回目）                       | 2回戦                                          | ○ 6 - 2 倉敷商                                 | ベスト8                                        |
| 1997年（第79回大会）  | 敦賀気比（2年ぶり3回目）                       | 3回戦                                          | ○ 11 - 0 専大北上                              | ベスト8                                        |
| 1997年（第79回大会）  | 敦賀気比（2年ぶり3回目）                       | 準々決勝                                       | ● 4 - 5x 前橋工（延長10回）                    | ベスト8                                        |
| 1998年（第80回大会）  | 敦賀気比（2年連続4回目）                       | 1回戦                                          | ● 0 - 5 桜美林                                 | 初戦敗退                                       |
| 1999年（第81回大会）  | 敦賀（19年ぶり17回目）                         | 2回戦                                          | ● 7 - 11 桐蔭学園                              | 初戦敗退                                       |
| 2000年（第82回大会）  | 福井商（4年ぶり13回目）                        | 1回戦                                          | ● 1 - 2 浜松商                                 | 初戦敗退                                       |
| 2001年（第83回大会）  | 福井商（2年連続14回目）                        | 1回戦                                          | ● 6 - 7 前橋工                                 | 初戦敗退                                       |
| 2002年（第84回大会）  | 福井（11年ぶり5回目）                          | 2回戦                                          | ○ 10 - 0 旭川工                                | 3回戦                                          |
| 2002年（第84回大会）  | 福井（11年ぶり5回目）                          | 3回戦                                          | ● 7 - 17 帝京                                  | 3回戦                                          |
| 2003年（第85回大会）  | 福井商（2年ぶり15回目）                        | 1回戦                                          | ○ 8 - 6 盛岡大付（延長10回）                   | 3回戦                                          |
| 2003年（第85回大会）  | 福井商（2年ぶり15回目）                        | 2回戦                                          | ○ 4 - 2 PL学園                                 | 3回戦                                          |
| 2003年（第85回大会）  | 福井商（2年ぶり15回目）                        | 3回戦                                          | ● 4 - 12 岩国                                  | 3回戦                                          |
| 2004年（第86回大会）  | 福井（2年ぶり6回目）                           | 2回戦                                          | ● 3 - 9 天理                                   | 初戦敗退                                       |
| 2005年（第87回大会）  | 福井商（2年ぶり16回目）                        | 2回戦                                          | ● 7 - 8 日本航空                               | 初戦敗退                                       |
| 2006年（第88回大会）  | 福井商（2年連続17回目）                        | 1回戦                                          | ○ 8 - 1 福岡                                   | 3回戦                                          |
| 2006年（第88回大会）  | 福井商（2年連続17回目）                        | 2回戦                                          | ○ 7 - 6 清峰                                   | 3回戦                                          |
| 2006年（第88回大会）  | 福井商（2年連続17回目）                        | 3回戦                                          | ● 1 - 7 早稲田実                               | 3回戦                                          |
| 2007年（第89回大会）  | 福井商（3年連続18回目）                        | 1回戦                                          | ● 0 - 2 佐賀北                                 | 初戦敗退                                       |
| 2008年（第90回大会）  | 福井商（4年連続19回目）                        | 1回戦                                          | ○ 6 - 1 酒田南                                 | 2回戦                                          |
| 2008年（第90回大会）  | 福井商（4年連続19回目）                        | 2回戦                                          | ● 4 - 6 仙台育英                               | 2回戦                                          |
| 2009年（第91回大会）  | 敦賀気比（11年ぶり5回目）                      | 2回戦                                          | ● 1 - 5 帝京                                   | 初戦敗退                                       |
| 2010年（第92回大会）  | 福井商（2年ぶり20回目）                        | 1回戦                                          | ○ 6 - 0 いなべ総合                             | 2回戦                                          |
| 2010年（第92回大会）  | 福井商（2年ぶり20回目）                        | 2回戦                                          | ● 2 - 4 報徳学園                               | 2回戦                                          |
| 2011年（第93回大会）  | 福井商（2年連続21回目）                        | 1回戦                                          | ● 1 - 11 作新学院                              | 初戦敗退                                       |
| 2012年（第94回大会）  | 福井工大福井（8年ぶり7回目）                   | 1回戦                                          | ○ 4 - 2 常葉橘                                 | 2回戦                                          |
| 2012年（第94回大会）  | 福井工大福井（8年ぶり7回目）                   | 2回戦                                          | ● 3 - 8 秋田商                                 | 2回戦                                          |
| 2013年（第95回大会）  | 福井商（2年ぶり22回目）                        | 1回戦                                          | ○ 4 - 3 帯広大谷                               | 3回戦                                          |
| 2013年（第95回大会）  | 福井商（2年ぶり22回目）                        | 2回戦                                          | ○ 2 - 1 聖光学院                               | 3回戦                                          |
| 2013年（第95回大会）  | 福井商（2年ぶり22回目）                        | 3回戦                                          | ● 1 - 9 常総学院                               | 3回戦                                          |
| 2014年（第96回大会）  | 敦賀気比（5年ぶり6回目）                       | 1回戦                                          | ○ 16 - 0 坂出商                                | ベスト4                                        |
| 2014年（第96回大会）  | 敦賀気比（5年ぶり6回目）                       | 2回戦                                          | ○ 10 - 1 春日部共栄                            | ベスト4                                        |
| 2014年（第96回大会）  | 敦賀気比（5年ぶり6回目）                       | 3回戦                                          | ○ 16 - 1 盛岡大付                              | ベスト4                                        |
| 2014年（第96回大会）  | 敦賀気比（5年ぶり6回目）                       | 準々決勝                                       | ○ 7 - 2 八戸学院光星                           | ベスト4                                        |
| 2014年（第96回大会）  | 敦賀気比（5年ぶり6回目）                       | 準決勝                                         | ● 9 - 15 大阪桐蔭                              | ベスト4                                        |
| 2015年（第97回大会）  | 敦賀気比（2年連続7回目）                       | 1回戦                                          | ○ 4x - 3 明徳義塾（延長10回）                  | 2回戦                                          |
| 2015年（第97回大会）  | 敦賀気比（2年連続7回目）                       | 2回戦                                          | ● 3 - 8 花巻東                                 | 2回戦                                          |
| 2016年（第98回大会）  | 北陸（24年ぶり3回目）                          | 1回戦                                          | ● 9 - 19 東邦                                  | 初戦敗退                                       |
| 2017年（第99回大会）  | 坂井（初出場）                                 | 2回戦                                          | ● 6 - 7 明豊                                   | 初戦敗退                                       |
| 2018年（第100回大会） | 敦賀気比（3年ぶり8回目）                       | 1回戦                                          | ● 1 - 10 木更津総合                            | 初戦敗退                                       |
| 2019年（第101回大会） | 敦賀気比（2年連続9回目）                       | 1回戦                                          | ○ 5 - 1 富島                                   | 3回戦                                          |
| 2019年（第101回大会） | 敦賀気比（2年連続9回目）                       | 2回戦                                          | ○ 19 - 3 国学院久我山                          | 3回戦                                          |
| 2019年（第101回大会） | 敦賀気比（2年連続9回目）                       | 3回戦                                          | ● 3 - 4 仙台育英                               | 3回戦                                          |
| 2020年（第102回大会） | （新型コロナウイルス感染症流行による大会中止） | （新型コロナウイルス感染症流行による大会中止） | （新型コロナウイルス感染症流行による大会中止） | （新型コロナウイルス感染症流行による大会中止） |
| 2021年（第103回大会） | 敦賀気比（3大会連続10回目）                    | 2回戦                                          | ○ 8 - 6 日本文理                               | ベスト8                                        |
| 2021年（第103回大会） | 敦賀気比（3大会連続10回目）                    | 3回戦                                          | ○ 6 - 3 三重                                   | ベスト8                                        |
| 2021年（第103回大会） | 敦賀気比（3大会連続10回目）                    | 準々決勝                                       | ● 2 - 3x 京都国際                              | ベスト8                                        |
| 2022年（第104回大会） | 敦賀気比（4大会連続11回目）                    | 1回戦                                          | ○ 13 - 3 高岡商                                | 3回戦                                          |
| 2022年（第104回大会） | 敦賀気比（4大会連続11回目）                    | 2回戦                                          | ○ 8 - 6 市船橋                                 | 3回戦                                          |
| 2022年（第104回大会） | 敦賀気比（4大会連続11回目）                    | 3回戦                                          | ● 1 - 8 聖光学院                               | 3回戦                                          |
| 2023年（第105回大会） | 北陸（7年ぶり4回目）                           | 2回戦                                          | ● 4 - 9 慶應                                   | 初戦敗退                                       |
| 2024年（第106回大会） | 北陸（2年連続5回目）                           | 2回戦                                          | ● 1 - 7 関東第一                               | 初戦敗退                                       |
| 2025年（第107回大会） | 敦賀気比（3年ぶり12回目）                      | 1回戦                                          | ● 0 - 5 横浜                                   | 初戦敗退                                       |

## 通算成績
| 出場 | 試合 | 勝利 | 敗戦 | 引分 | 勝率 | 優勝 | 準優勝 | ベスト4 | ベスト8 |
| ---- | ---- | ---- | ---- | ---- | ---- | ---- | ------ | ------- | ------- |
| 80   | 139  | 59   | 80   | 0    | .424 | 0    | 0      | 4       | 7       |

## 学校別成績
| 校名         | 出場 | 直近出場 | 勝敗     | 最高成績 | 旧名   |
| ------------ | ---- | -------- | -------- | -------- | ------ |
| 福井商       | 22回 | 2013年   | 19勝22敗 | ベスト4  |        |
| 敦賀         | 17回 | 1999年   | 9勝17敗  | ベスト8  | 敦賀商 |
| 敦賀気比     | 12回 | 2025年   | 18勝12敗 | ベスト4  |        |
| 若狭         | 7回  | 1969年   | 4勝7敗   | ベスト4  |        |
| 福井工大福井 | 7回  | 2012年   | 4勝7敗   | 3回戦    | 福井   |
| 北陸         | 5回  | 2024年   | 3勝5敗   | ベスト8  |        |
| 武生         | 4回  | 1965年   | 0勝4敗   | 初戦敗退 |        |
| 三国         | 3回  | 1975年   | 1勝3敗   | 3回戦    |        |
| 美方         | 1回  | 1971年   | 1勝1敗   | 2回戦    |        |
| 大野         | 1回  | 1990年   | 0勝1敗   | 初戦敗退 |        |
| 坂井         | 1回  | 2017年   | 0勝1敗   | 初戦敗退 |        |